# 325
| 325                |
| ------------------ |
| Dødsfald - Fødsler |
|                    |

| Gregoriansk kalender | 325 CCCXXV              |
| Ab urbe condita      | 1078                    |
| Armensk kalender     | I/T                     |
| Kinesiske kalender   | 3021 – 3022 甲申 – 乙酉 |
| Etiopisk kalender    | 317 – 318               |
| Jødisk kalender      | 4085 – 4086             |
| Hindukalendere       |                         |
| - Vikram Samvat      | 380 – 381               |
| - Shaka Samvat       | 247 – 248               |
| - Kali Yuga          | 3426 – 3427             |
| Iransk kalender      | 297 BP – 296 BP         |
| Islamisk kalender    | 306 BH – 305 BH         |

## Begivenheder
- 20. maj - det økumeniske koncil i Nikæa fordømmer presbyteren Arius og hans benægtelse af Kristi guddommelighed